# Miss China
O Miss Universo China é um concurso de beleza que é realizado anualmente na província da China. O concurso, visa eleger uma candidata para que esta possa representar o seu país com beleza e elegância no Miss Universo. 
O concurso existe e é realizado desde 2002. A melhor colocação da China no Miss Universo foi logo na sua estreia, em 2002 quando Zhuo Ling conquistou o 3º. Lugar do certame.

## Vencedoras
| Ano  | Miss China         | Cidade       | Colocação              |
| 2002 | Zhuo Ling          | Shangai      | 3º. Lugar              |
| 2003 | Wei Wu             | Fujian       |                        |
| 2004 | Zhang Meng         | Tianjin      |                        |
| 2005 | Tao Si-yuan        | Sichuan      |                        |
| 2006 | Gao Ying-hui       | Heilongjiang |                        |
| 2007 | Zhang Ning-ning    | Liaoning     |                        |
| 2008 | Wei Zi-ya          | Guizhou      |                        |
| 2009 | Wang Jing-yao      | Shandong     |                        |
| 2010 | Wen Tang           | Heilongjiang |                        |
| 2011 | Roseline Luo Zilin | Shanghai     | 5º. Lugar              |
| 2012 | Diana Ji Dan Xu    | Shanghai     |                        |
| 2013 | Jin Ye             | Shijiazhuang | Semifinalista (Top 16) |
| 2014 | Yanliang Hu        | Beijing      |                        |
| 2015 | Yun Fang Xue       | Shenzhen     |                        |
| 2016 | Li Zhenying        | Shanghai     |                        |
| 2017 | Roxette Qiu        | Chengdu      | Semifinalista (Top 16) |
| 2018 | Meisu Qin          | Shanghai     |                        |
| 2019 | Rosie Zhu Xin      | Hebei        |                        |
| 2020 | Suri Jiaxin        | Pequim       |                        |
| 2021 | Shi Yin Yang       | Pequim       |                        |